# Chelonodon laticeps
Chelonodon laticeps és una espècie de peix de la família dels tetraodòntids i de l'ordre dels tetraodontiformes.

## Morfologia
- Els mascles poden assolir 20 cm de longitud total.[3]

## Hàbitat
És un peix de clima tropical i demersal.

## Distribució geogràfica
Es troba a Sud-àfrica i Papua Nova Guinea.

## Observacions
És inofensiu per als humans.